# Max Plog
Max Plog (* 1976 in Hannover) ist ein deutscher Jurist. Er ist seit dem 2. Januar 2025 Richter am Bundesverwaltungsgericht.

## Leben und Wirken
Plog studierte Rechtswissenschaften an der Freien Universität Berlin. Im Juni 2007 trat er in den Justizdienst des Landes Schleswig-Holstein ein und war am Verwaltungsgericht Stade tätig. Im März 2009 promovierte ihn die Freie Universität Berlin zum Doktor der Rechte. Von April bis September 2009 folgte eine Abordnung an den Landkreis Stade. Nach seiner Erprobung am Niedersächsischen Oberverwaltungsgericht wurde er dort 2013 zum Richter ernannt. 2015 wurde Plog an die Justizbehörde der Freien und Hansestadt Hamburg abgeordnet. Im Juli 2017 erfolgte die Versetzung an das Hamburgische Oberverwaltungsgericht.
Nach seiner Ernennung zum Richter am Bundesverwaltungsgericht am 2. Januar 2025 wies das Präsidium Plog dem 9. Revisionssenat zu, der u. a. für das Straßen- und Wegerecht, insbesondere die dem Bundesverwaltungsgericht zugewiesenen erstinstanzlichen Klagen gegen Planfeststellungsbeschlüsse für den Bau von Bundesfernstraßen und für das Kommunalabgabenrecht zuständig ist.

## Schriften
- Grundrechtsschutz gegenüber internationalen Organisationen ohne Durchgriffsbefugnisse. Nomos, Baden-Baden 2009, ISBN 978-3-8329-4847-4